# Stanisława Demska
Stanisława Demska – polska „Sprawiedliwa wśród Narodów Świata”.

## Życiorys
W trakcie II wojny światowej mieszkała we Lwowie. Od 1941 r., po zajęciu miasta przez Niemców, Stanisława Demska, motywowana głęboką wiarą chrześcijańską, przewyższającą względy bezpieczeństwa osobistego i finansowego, poświęciła się zadaniu pomocy Żydom. Demska pomogła ocalić życie siedmiu Żydom – swojemu mężowi dr Norbertowi Demskiemu, Henrykowi Altschillerowi, jego bratu Jurkowi, Natalii Linde, Lili Tenenbaum z matką oraz niezamężnej kobiecie nazwiskiem Jarmarkowa. Demska pomagała także wielu innym uciekinierom, zdobywając dla nich „aryjskie” dokumenty i znajdując dla nich kryjówki we Lwowie i okolicach, a także adoptowała osierocone żydowskie dziecko. Po wojnie Demska wyemigrowała z mężem do Izraela, jednak choroba zmusiła ją do przeprowadzki do Niemiec, gdzie zmarła.  
13 lipca 1965 r. Instytut Jad Waszem uhonorował Stanisławę Demską medalem „Sprawiedliwy wśród Narodów Świata”.